# الخروج بالأحمر
الخروج بالأحمر (بالإنجليزية: Exit in Red)‏ هو فيلم إثارة درامي أمريكي من إنتاج عام 1996 وإخراج يوريك بويافيتش وبطولة ميكي رورك وآنابل سكوفيلد وكاري أوتيس وأنتوني مايكل هال. يحكي الفيلم عن انتقال طبيب نفسي إلى الغرب بعد أن يتم اتهامه بقضايا تتعلق بسوء السلوك الجنسي، والتي عملت عليها محاميته سعيًا منها في نيل حبّه.

## روابط خارجية
- الخروج بالأحمر على موقع IMDb (الإنجليزية)
- الخروج بالأحمر على موقع روتن توميتوز (الإنجليزية)
- الخروج بالأحمر على موقع ألو سيني (الفرنسية)
- الخروج بالأحمر على موقع Turner Classic Movies (الإنجليزية)
- الخروج بالأحمر على موقع أول موفي (الإنجليزية)
- الخروج بالأحمر على موقع فيلمافينيتي (الإسبانية)
- الخروج بالأحمر على موقع قاعدة بيانات الأفلام السويدية (السويدية)
- الخروج بالأحمر على موقع قاعدة بيانات الفيلم (الإنجليزية)
- الخروج بالأحمر على موقع ليتربوكسد (الإنجليزية)
- الخروج بالأحمر على موقع كينوبويسك (الروسية)